# Monhystera luisae
Monhystera luisae är en rundmaskart. Monhystera luisae ingår i släktet Monhystera och familjen Monhysteridae. Inga underarter finns listade i Catalogue of Life.